# Heterobiantes geniculatus
Heterobiantes geniculatus is een hooiwagen uit de familie Epedanidae.